# That’s Rich
That’s Rich – singel irlandzkiej piosenkarki Brooke wydany 19 stycznia 2022 pod nakładem wytwórni V2 Records Benelux. Piosenkę skomponowali Izzy Warner, Karl Zine oraz sama wokalistka. Utwór reprezentował Irlandię w 66. Konkursie Piosenki Eurowizji w Turynie (2022).

## Lista utworów
- Digital download[2]

1. „That’s Rich” – 3:01
2. „That’s Rich (Instrumental)” – 3:01

## Notowania
| Kraj     | Notowanie (2022) | Najwyższa pozycja |
| -------- | ---------------- | ----------------- |
| Irlandia | Top 100 Singles  | 54                |